# Victor Rendu
Victor Rendu (Maisons-Alfort, 1809 — Paris, 1877) foi um dos mais célebres especialistas mundiais em ampelografia.

## Biografia
Autor da obra Ampélographie française (1857), ainda hoje considerada como a melhor obra do seu tipo. É um trabalho que combina os conhecimentos técnicos e a larga experiência do seu autor com a beleza e tecnicidade das ilustrações da autoria do litógrafo e gravador Eugene Grobon.
Victor Rendu era neto materno do agrónomo Victor Yvart (1764-1831), membro do Instituto, e sobrinho de Ambroise Rendu, um dos organizadores da Universidade no período do Império. Escreveu numerosas obras de vulgarização das técnicas vitivinícolas, algumas das quais em colaboração com o seu meio-irmão Ambroise Rendu (1820-1864), advogado no Conselho de Estado e no Tribunal da Relação. 
A sua Ampélographie française é o resultado de 15 anos de experiência como inspector das vinhas e dos vinhos e de investigação feita nalguns dos vinhedos mais reputados da época.
Foi pai do médico Henri Rendu (1844-1902).

## Publicações
- Ampélographie française comprenant la statistique, la description des meilleurs cépages, l'analyse chimique du sol, et les procédés de culture et de vinification des principaux vignobles de la France, Paris, Masson, 1857. A obra já tinha aparecido em 1854, numa versão muito reduzida, com somente 160 páginas, que voltou a ser editada em 1857, a par com a edição principal.
- Principes d'agriculture. Culture du sol, Paris, Librairie Hachette, 1866.
- Moeurs pittoresques des insectes, Paris, Librairie Hachette, 1872.
- Petit traité de culture maraîchère, Paris, Hachette, 1885.
- Culture des Plantes, Paris, Hachette.
- Botanique, ou Notions élémentaires et pratiques sur l'histoire naturelle des plantes à l'usage des institutions normales primaires et des écoles (em colaboração com Charles Leblond), Paris, Hachete.
- Rapport de Victor Rendu sur l'éducation des vers à soie à Paillerols, Extrait du Messager agricole du Midi (5 janvier 1868).